# 아라타마바시역
아라타마바시역(신서교역, 일본어: 新瑞橋駅, あらたまばしえき)은 일본 아이치현 나고야시 미즈호구에 위치한 철도역이다.
메이조 선의 동부역무구 아라타마바시 지구 관할역이며, 니시타카쿠라 역에서 소고리하비리센터 역까지 각역을 관리하고 있다.

## 역 구조
메이조 선, 사쿠라도리 선이 모두 섬식 승강장 1면 2선의 지하역에서 사쿠라도리 선의 승강장에는 스크린도어가 설치되어 있다. 메이조 선 승강장은 15m 6량, 사쿠라도리 선 승강장은 20m 8량 편성까지 대응한다. 두 노선은 지하에서 교차되고 그 상부에 대합실이 있는 구조를 갖는 것부터, 두 노선의 환승은 대합실에 한번 올라갔다가 내려오는 형태로 된다.
과거에는 메이조 선의 종착역이었고, 출입구는 5개에서 1994년에 이마이케에서 사쿠라도리 선이 당역을 경유하여 노나미까지 연장되었을 때 출입구가 8개로 증가했고, 개찰구도 증설되었다. 그로부터, 10년 후의 2004년에는 나고야다이가쿠에서 4호선(메이조 선)이 연장되고 2호선과 함께 연결되어 메이조 선은 순환선으로 완성되었다. 또한 순환선 개통 후에도 가나야마 방향에는 건늠선이 남아 있으며 심야에 설정되어 있는 메이조 선의 당역 종착 열차로 사용되고 있다.
대합실 내에는 신호기와 팬터그래프, 대차 등 지하철 관련 기기류가 전시되어 있다.

## 타는 곳
| 1 | ■ 메이조 선     | 야고토·모토야마 방면            |
| 2 | ■ 메이조 선     | 가나야마·사카에 방면            |
| 3 | ■ 사쿠라도리 선 | 도쿠시게 방면                   |
| 4 | ■ 사쿠라도리 선 | 이마이케·나고야·다이코도리 방면 |

## 역세권 정보
- 메이테쓰 나고야 본선 요비쓰기 역
- 아라타마바시
- 이온몰 아라타마바시
- 나고야 아라타마바시 우체국
- 나고야 은행 아라타마바시 지점
- 미즈호 은행 아라타마바시 지점
- 미즈호 공원
  - 나고야 시 미즈호 공원 육상 경기장
  - 나고야 시 미즈호 공원 기타 육상 경기장
  - 나고야 시 미즈호 공원 야구장
  - 미즈호 수영장
  - 미즈호 고분군
- 나고야 시 미즈호 도서관
- 나고야 시 미즈호 문화 소극장
- 현도 221호 이와사키 나고야 선

## 역사
- 1974년 3월 30일: 메이조 선 영업 개시.
- 1994년 3월 30일: 사쿠라도리 선 영업 개시, 환승역이 됨.
- 2004년 10월 6일: 메이조 선이 당역부터 나고야 대학까지 연장, 중간역이 됨.
- 2011년 7월 2일: 사쿠라도리 선 스크린도어 사용 개시.

## 사진

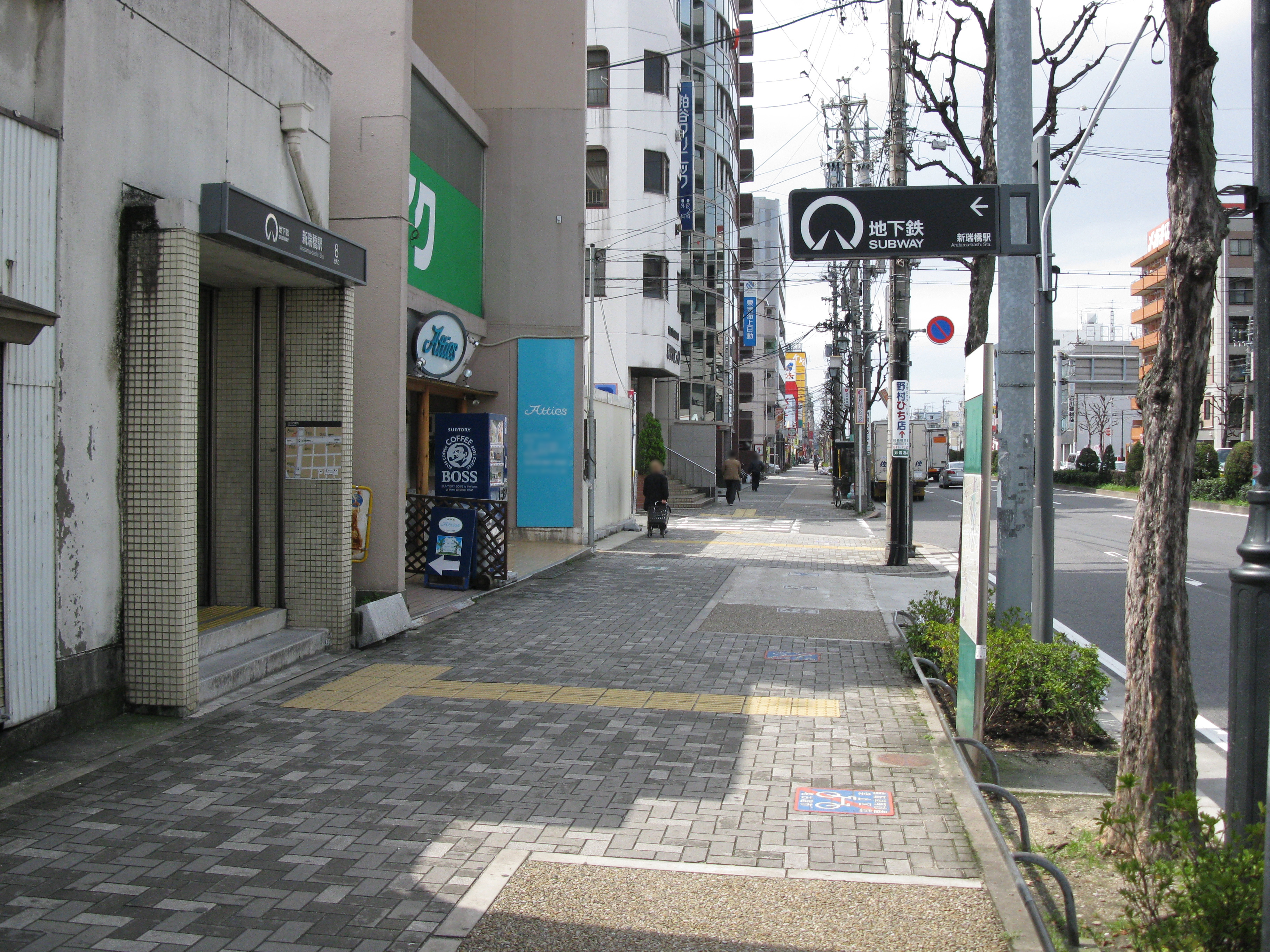
8번 출입구

## 인접역
| 나고야 시 교통국 ■ 지하철 메이조 선 | 나고야 시 교통국 ■ 지하철 메이조 선 | 나고야 시 교통국 ■ 지하철 메이조 선 |
| ----------------------------------- | ----------------------------------- | ----------------------------------- |
| M 22 미즈호운도조히가시 외선 순환   |                                     | 묘온도리 M 24 내선 순환             |

| 나고야 시 교통국 ■ 지하철 사쿠라도리 선 | 나고야 시 교통국 ■ 지하철 사쿠라도리 선 | 나고야 시 교통국 ■ 지하철 사쿠라도리 선 |
| --------------------------------------- | --------------------------------------- | --------------------------------------- |
| S 13 미즈호운도조니시 다이코도리 방면   |                                         | 사쿠라혼마치 S 15 도쿠시게 방면         |